# PIERROT
PIERROT（ピエロ）は、日本の5人組ヴィジュアル系ロックバンドである。1994年に結成、メンバーチェンジを経て、1998年にメジャー・デビュー。
2006年4月12日に解散したが、2014年10月にコンサート「DICTATORS CIRCUS FINAL」を開催。その後、2017年、2024年と一時的な再結成をしたが、2025年2月に約10年ぶりとなる単独コンサート「END OF THE WORLD LINE」を開催する。

## メンバー
- キリト （1972年2月24日 - ）： Vocal
北海道札幌市出身。幼少期に埼玉県大宮市へ転居。血液型A型。
Vocal以外に作詞、作曲、音楽プロデュース、リーダーを担当。「ラストレター」等、多くの楽曲を作曲。
レコーディングでは稀にギターやシタール等の録音も担当。
現在は主にAngeloのメンバーとして活動中。
- アイジ （1974年11月17日 - ）： Guitar
長野県出身。血液型A型。
Guitar以外にも作曲を担当。「MAD SKY -鋼鉄の救世主-」等、多くの楽曲を作曲。ライブでのコーラスも担当。
現在は主にLM.Cのメンバーとして活動中。
- 潤 （ジュン 1973年5月4日 - ）： Guitar,Guitar Synth
長野県出身。血液型O型。
Guitar以外にも作曲を担当。「ハルカ…」等、多くの楽曲を作曲。ライブでのコーラスを最も多く担当する。
また、楽曲によってアコースティック・ギターも多く担当している。
現在は主にALvinoのメンバーとして活動中。
- KOHTA （コータ 1975年6月3日 - ）： Bass
北海道札幌市出身。幼少期に埼玉県大宮市へ転居。血液型A型。
キリトの実弟。ライブでのコーラスも担当する。
現在は主にAngeloのメンバーとして活動中。
- TAKEO （タケオ 1972年7月11日 - ）： Drums
福島県郡山市出身。血液型A型。
Drums以外にも、RolandのV-DrumsやSPD-20等の電子パーカッションも積極的に使用する。
現在は主にAngeloのメンバーとして活動中。

### 旧メンバー
- HIDELOW （ヒデロウ）： ボーカル
『気狂いピエロ』発表後に脱退。
- LUKA （ルカ）： サポートドラム
『気狂いピエロ』に参加。後に秀誉-HIDEYOSHI-名義でD≒SIRE、JILSに加入。

## 来歴
- 1994年
  - 長野県でHIDELOW・キリト・潤が中心となって活動していたバンドDizy-Lizyが、活動拠点を埼玉県に移す。後にKOHTA、TAKEO[注 1]が加入し、バンド名がピエロとなる。
- 1995年
  - HIDELOWの脱退に伴い、キリトがギターからボーカルへと転向、アイジ[注 2]が加入。以降、解散まで続くキリト・アイジ・潤・KOHTA・TAKEOの5人のメンバーとなる。
- 1996年
  - 7月21日、キリトボーカル転向後初のアルバム『パンドラの匣』発売。この『パンドラの匣』からの楽曲は発売以降、2006年の解散まで多く演奏された。
- 1997年
  - 5月4日、初の渋谷ON AIR WESTでのワンマンライブ、「Dictators Circus」を開催。
  - 9月3日、ミニアルバム『CELLULOID』発売。
- 1998年
  - 4月22日、インディーズラストシングル「Screen」発売。4月26日から、全国ツアー『Dictators Circus II【zwei】』が開始。
  - 9月9日、中野サンプラザにてインディーズラストライブ『Dictators Circus III【drei】』を敢行。翌9月10日、東芝EMIよりシングル「クリア・スカイ」でメジャー・デビュー。
- 1999年
  - 4月1日、メジャー・デビュー後、半年で初の日本武道館でのワンマンライブを行う[注 3]
  - 7月7日、「クリア・スカイ」、「MAD SKY -鋼鉄の救世主-」、「ハルカ…/カナタヘ…」、「ラストレター」、4枚のシングル発表を経て、メジャー1stアルバム『FINALE』発売。
  - 7月20日、初の野外ライブ「Dictators Circus IV【vier】」を富士急ハイランドコニファーフォレストで開催。
  - 8月7日、富士急コニファーフォレストで開催された、SUMMER SONICの前身[5]ロック・フェスティバル「BEAUTIFUL MONSTERS TOUR」の1日目に出演[6]。このフェスティバルでの発言が波紋を呼んだ。
  - 9月9日、「TOUR 1999 FORETELLER'S-ERROR FINAL」を横浜アリーナで敢行。
  - 12月22日、シングル「-CREATURES-」を発表。同日、マルチメディア世界配信ライブ「THE GENOME CONTROL」を行う。この企画は当時としては画期的なインターネットによる映像配信ライヴであった。場所が明かされない謎の会場でPIERROTがライヴを行ない、その様子が全国各地の街頭ヴィジョンに映し出され、WOWOWで生中継され、インターネットを通じて世界中に配信された。その直後にキリトはモニター越しに1時間後に新宿西口の特設ステージでライヴを行なうと宣言し、ゲリラライヴを敢行した[7]。
- 2000年
  - 6月7日、シングル「AGITATOR」を発売。
  - 7月23日、西武ドームにて約3万人を動員したコンサート「Dictators Circus V」を敢行。PIERROTの初のドーム公演となった。これはメジャー・デビュー後628日というドーム公演としては当時の最短記録であった。このコンサートでは、観客席をセンターから左右AGITATORシートとFOLLOWERシートの真っ二つに分断した。
  - 9月27日、シングル「神経がワレル暑い夜」を発売。インディーズ時代に配布されたのみの入手困難な楽曲となっていた「HAKEN KREUZ」がこのCDの3曲目に「＊自主規制」というタイトルで再録されリリースされた事がファンの間で大きな話題となった。
  - 11月22日、メジャー2枚目のアルバム『PRIVATE ENEMY』を発売。その前日11月21日から、PIERROT TOUR 2000〜2001 『PUBLIC ENEMY』と題したツアーが開始する。
- 2001年
  - 5月6日、タワーレコード渋谷店限定1万枚で、シングル「PARADOX」をインディーズから発売。
  - 8月29日、ユニバーサルミュージック移籍後初のシングル「DRAMATIC NEO ANNIVERSARY」を発売。
- 2002年
  - 4月24日、メジャー3枚目のアルバム『HEAVEN〜THE CUSTOMIZED LANDSCAPE〜』発売。5月8日・5月9日・5月10日の3日間連続でコンサート「【LANDSCAPE】」を日本武道館で開催した。
  - 12月22日・12月23日の2日間、初のさいたまスーパーアリーナでのコンサート、「Dictators Circus VI」を開催。
- 2003年
  - 7月23日、メジャー4枚目のアルバム『ID ATTACK』発売。
  - 12月17日、初のベスト・アルバム『DICTATORS CIRCUS -奇術的旋律-』発売。インディーズ時代の楽曲のみから選曲され、全て再録音された。
- 2004年
  - 12月1日、メジャー5枚目のアルバム『FREEZE』発売。
- 2005年
  - バンドの活動を一部休止し、各メンバーは個人の活動を開始する。
  - 4月6日にシングル表題曲からのベスト・アルバム『DICTATORS CIRCUS -A variant BUD-』、6月8日にはシングルC/W曲からのベスト・アルバム『DICTATORS CIRCUS -A deformed BUD-』が発売された。
  - 5月3日・5月4日、バンドの10周年を記念したコンサート「Dictators Circus VII」がさいたまスーパーアリーナにて2日間行われた。
  - 7月6日、キリトがソロデビューシングル「DOOR」、8月3日にソロアルバム『Hameln』を発売。
  - 11月27日から、ツアー『TEMPORARY DECISION』を開始。
- 2006年
  - 3月23日、キリトの2枚目のソロシングル「TEAR」が発売。
  - 4月2日、日比谷野外音楽堂でファンクラブ限定ライブ「EMERGING」が雨の降る中、公演された。このライブが、解散までの事実上のラストライブとなった。
  - 4月12日、公式ホームページ等で解散を表明。主な理由として、キリトは「ソロ活動を優先したいというメンバーと、あくまでPIERROTの活動を重視したいというメンバー間での意志の統一が出来なかった」と釈明した[8]。
  - 6月21日、解散発表により、PIERROTのラストシングルとして「HELLO」がリリースされた。以降、キリトはソロ活動、アイジはLM.C、潤はALvinoの活動を活発化させていった。
  - 8月14日、キリト、KOHTA、TAKEOがAngeloの結成を発表。
- 2014年
  - 4月9日、「PIERROT 2014.04.12 18:00 新宿アルタビジョン」とだけ記された特設サイトが突如開設されると共に、PIERROT公式Twitterアカウントも開設された[9]。
  - 4月12日、2014年10月にコンサート「DICTATORS CIRCUS FINAL」を開催する事を発表[10][11][12]。
  - 8月16日・8月17日、品川ステラボールにてフィルムギグ「PIERROT FILM　GIG 2014 -Dictators’ history-」を開催[13][14][15]。
  - 10月24日・10月25日、さいたまスーパーアリーナでコンサート「DICTATORS CIRCUS FINAL」を開催し、PIERROTとして8年ぶりのライブを成功させた[16]。PIERROTの今後についてキリトは、「これから先のことは何も決まっていないし、何の約束はできないですが、PIERROTというバンドはここで終わりだということも言いません。」と述べた[3]。
  - 11月25日、「DICTATORS CIRCUS FINAL」の模様を収録したBlu-ray及びDVD『DICTATORS CIRCUS FINAL 2014.10.24 - I SAID 「HELLO」- 2014.10.25 - BIRTHDAY – at SAITAMA SUPER ARENA』を発売。
- 2015年
  - 4月1日、「DICTATORS CIRCUS FINAL」の模様を収録した初のライブ・アルバム「DICTATORS CIRCUS FINAL」を発売。
  - 10月31日　PIERROT公式サイトを閉鎖。
- 2016年
  - 12月31日、 公式TwitterでオフィシャルFC「Arlequin」再始動を発表。
- 2017年
  - 7月7日・7月8日、横浜アリーナで史上初となるDIR EN GREYとの対バンイベント「ANDROGYNOS」を開催。
- 2024年
  - 9月10日、インディーズミニアルバム『CELLULOID』やメジャー1stアルバム『FINALE』、メジャーデビューシングル「クリア・スカイ」などのアルバム / シングル26作品を各サブスクリプション・サービスで配信開始[17]。
  - 10月11日・10月12日、DIR EN GREYとの対バンイベント「ANDROGYNOS -THE FINAL WAR-」を、7年ぶりに開催[18]。12日の公演にて、2025年2月8日・2月9日に約10年ぶりの単独コンサート「END OF THE WORLD LINE」の開催、ならびにオフィシャルFC「Arlequin」の再々始動を発表した。
  - 12月2日、公式TikTok、公式Threadsアカウントを開設。また2025年2月に開催予定のワンマンライブ『END OF THE WORLD LINE』のチケットに関して、SNSでの詐欺トラブル、チケット転売や違法売買があるとして、公式ホームページを通じて注意喚起を行った[19]。

## バンド名
PIERROTの前身バンドDizy-Lizyに、 KOHTA、TAKEOが加入し、バンド名がピエロとなる。これは、「ポップな可愛らしさと裏に怖い部分がある」点がバンドの音楽性と共通していたという理由でのキリトによる命名である。ミニアルバム『CELLULOID』発表時にPIERROTとなり、シングル「Screen」発表時からPierrotとなった。メジャー1stアルバム『FINALE』リリース時より表記をPIERROTと大文字に戻した。

## エピソード
- 1999年に「Arlequin（アルルクゥアン）」という名称のPIERROTのファンクラブが発足された。Arlequinとはフランス語で「ピエロ」という意で、ギターの潤が名付けた。その後、2004年に「FOLLOWERS」と改名され、解散後の2014年に新たに発足された期間限定ファンクラブ名は、再び「Arlequin」となっている。また、PIERROTのファンの総称としては「ピエラー」で定着している。これはかつて安室奈美恵のファッションを模倣した人達がアムラーと呼ばれた現象やハマダーと呼ばれた浜田雅功の様な現象から引用されている。コアなファンの間では、「ラー」のみでピエラーと認識する。更に、メンバー別ファンの通称は、キリトファンをキリターないし兄寄りムラター、アイジファンをアイジャー、潤ファンをジャー、KOHTAファンをコーターないし弟寄りムラター、TAKEOファンをタカーという様に呼称が複雑化している。

- 富士急ハイランドコニファーフォレストで開催された外国のバンド中心のロック・フェスティバル「BEAUTIFUL MONSTERS TOUR」に出演した際、キリトがMCで

```
「洋楽ファンのみなさん初めまして。僕らがあなたたちの大嫌いな日本のビジュアル系バンドです。今日はそれを承知でやってきました。えー、洋楽ファンの方たちにとってはこの時間がトイレタイムということで（笑）みなさん相かわらず外人相手にヘラヘラやってますか?日本人が憎くてしようがないですか?あなたたちの国籍はいったいどこなんでしょう。そしてこの中でどれだけの方が外人とセックスするためにスタッフからバックステージ・パスをもらっているのでしょう。きっと今、僕はめちゃめちゃ憎まれてるんでしょうね（笑）ピエロファン聞いてるか？えー今日はやはり外人にヘイコラしてる洋楽雑誌や評論家なんかも（笑）、悪い意味で注目してるみたいなのでさっきトイレに立っていった人たちも含めて”まあだやってんのかよ”ってくらいタップリやってやるから俺たちの気狂いぶりを見せつけてやろうぜ!」
```

と発言。開催前、伊藤政則が自身のラジオ番組でこのフェスティバルのラインナップにPIERROTが追加されている事について「なぜPIERROTが参加できるのか」という挑発とも取れる趣旨の発言を行った事がこの様な発言を招いたと後に語っている。
- かつてDIR EN GREYのToshiyaがローディーをしていた。

- 2013年5月6日、潤がAngeloのライブを観に行った事をブログで明かした。同時に、キリトも潤が訪れた様子をブログで紹介した[21][22]。

- PIERROTにとって節目となるコンサートは「Dictators Circus」という名称でインディーズ時代から続けられている（Dictators Circus II・IIIはツアー）。また、ベストアルバムの名称にもなっている。

1. Dictators Circus（渋谷ON AIR WEST）
2. Dictators Circus II（全国9ヶ所13公演ツアー）
3. Dictators Circus III（中野サンプラザでのインディーズラストLIVEを含む大阪・東京2ヵ所3公演ツアー）
4. Dictators Circus IV（富士急ハイランド コニファーフォレスト）
5. Dictators Circus V（西武ドーム）
6. Dictators Circus VI（さいたまスーパーアリーナ 2days）
7. Dictators Circus VII（さいたまスーパーアリーナ 2days）
8. DICTATORS CIRCUS FINAL（さいたまスーパーアリーナ 2days）

## 音楽性
インディーズ時代から“暗黒のドラマ性を持ったスタイル”を、ビジュアル／楽曲の両面で展開。宗教的世界を舞台にした幻想的で物語のような歌や、実社会を激しく毒々しく皮肉る歌まで、歌詞の内容はサウンドとあわせて日常生活からかけ離れた独特の世界を作り上げていた（“狂気と退廃が渦巻くカオティックな詞世界”）。しかし、その中に現実に向けたメッセージもこめられている。シングル「CREATURES」以降、それまでの小説性の強い歌詞から、現実に起こっていることや世界情勢、キリト自身のパーソナルな部分が色濃く出た歌詞が圧倒的に多くなり、それまで見られなかった話し言葉や「○○しちゃおうぜ」といった砕けた言葉遣いも見られるようになった。メロディアスな楽曲も多くあるが、普通のメロディーの枠を突き破ったかのような楽曲も製作した。

### ギタースタイル
PIERROTのギターについてアイジは「これと言ってリードとかサイドとかいう役割分担をしてるわけじゃなくて、二人で一つのギターという感覚なんです。」と述べている。初期から中期にかけては、基本的に潤がギターシンセでメインフレーズを弾くなどリードをとり、アイジがバッキング及びギターソロを担当することが多かった。また、効果音・ミキシングでの調整・ステレオサウンドを駆使し、RチャンネルのアイジギターとLチャンネルの潤ギターの掛け合い、ハモリ、その他あらゆる手法を使って立体的なサウンドを構築する事で奥ゆきを持たせて歌詞の作り出す世界を引き立てている。後期になっていくつれ、サウンドの贅肉をそぎ落とす方向に進み、立体的なサウンドからシンプルで重層的なサウンドへと変化していった。また、潤がギターシンセを用いずにギターソロを担当した楽曲は「Upper flower」の一曲のみである。

## ディスコグラフィ

### メジャー

#### シングル
|      | 発売日         | タイトル                                   | 最高順位 |
| ---- | -------------- | ------------------------------------------ | -------- |
| 1st  | 1998年9月10日  | クリア・スカイ                             | 6位      |
| 2nd  | 1998年12月2日  | MAD SKY -鋼鉄の救世主-                     | 5位      |
| 3rd  | 1999年2月24日  | ハルカ…/カナタヘ…                          | 10位     |
| 4th  | 1999年4月28日  | ラストレター                               | 5位      |
| 5th  | 1999年12月22日 | -CREATURES-                                | 7位      |
| 6th  | 2000年6月7日   | AGITATOR                                   | 5位      |
| 7th  | 2000年9月27日  | 神経がワレル暑い夜                         | 10位     |
| 8th  | 2001年8月29日  | DRAMATIC NEO ANNIVERSARY                   | 5位      |
| 9th  | 2001年11月21日 | COCOON                                     | 10位     |
| 10th | 2002年3月27日  | 壊れていくこの世界で                       | 5位      |
| 11th | 2002年8月28日  | PSYCHEDELIC LOVER                          | 7位      |
| 12th | 2002年12月18日 | HILL -幻覚の雪-                            | 9位      |
| 13th | 2003年6月18日  | ネオグロテスク/薔薇色の世界/夕闇スーサイド | 4位      |
| 14th | 2003年12月3日  | 脳内モルヒネ                               | 16位     |
| 15th | 2004年6月30日  | Smiley Skeleton                            | 8位      |
| 16th | 2004年10月20日 | MYCLOUD                                    | 7位      |
| 17th | 2006年6月21日  | HELLO                                      | 8位      |

#### スタジオ・アルバム
|     | 発売日         | タイトル                           | 最高順位 |
| --- | -------------- | ---------------------------------- | -------- |
| 1st | 1999年7月7日   | FINALE                             | 5位      |
| 2nd | 2000年11月22日 | PRIVATE ENEMY                      | 14位     |
| 3rd | 2002年4月24日  | HEAVEN〜THE CUSTOMIZED LANDSCAPE〜 | 7位      |
| 4th | 2003年7月23日  | ID ATTACK                          | 6位      |
| 5th | 2004年12月1日  | FREEZE                             | 12位     |

#### ベスト・アルバム
|     | 発売日         | タイトル                                 | 最高順位 |
| --- | -------------- | ---------------------------------------- | -------- |
| 1st | 2003年12月17日 | DICTATORS CIRCUS -奇術的旋律-            | 16位     |
| 2nd | 2005年4月6日   | DICTATORS CIRCUS -A variant BUD-         | 6位      |
| 3rd | 2005年6月8日   | DICTATORS CIRCUS -A deformed BUD-        | 13位     |
| 4th | 2009年3月      | HELLO COMPLETE SINGLES AND PV COLLECTION | -        |
| 4th | 2014年10月22日 | HELLO COMPLETE SINGLES AND PV COLLECTION | 59位     |

#### ライブ・アルバム
| 発売日       | タイトル               | レーベル | 最高順位 | 備考 |
| ------------ | ---------------------- | -------- | -------- | --- |
| 2015年4月1日 | DICTATORS CIRCUS FINAL | blowgrow | 57位     | 2014年10月にさいたまスーパーアリーナにて開催された「DICTATORS CIRCUS FINAL」を音源化したPIERROT初のライブアルバム。 |

#### コンピレーション・アルバム
| 発売日         | タイトル                                   | 概要 |
| -------------- | ------------------------------------------ | --- |
| 1999年6月9日   | 神風怪盗ジャンヌ イメージアルバム          | テレビアニメ『神風怪盗ジャンヌ』のキャラクターソングアルバム。「ハルカ…」を収録。                                 |
| 2011年11月23日 | CRUSH!2 -90's V-Rock best hit cover songs- | 1990年代のヴィジュアル系アーティストの楽曲がカバーされているアルバム。 花少年バディーズが「蜘蛛の意図」をカバー。 |
| 2014年3月5日   | SAKUMA DROPS                               | 佐久間正英プロデュースの楽曲を集めたアルバム。「壊れていくこの世界で」を収録。                                    |

### 映像作品
東芝EMI時代に発売されたDVDは2003年4月23日にユニバーサルミュージックから再発された。尚、ファンクラブ限定であったDVD・VHSは後にSWEET-CHILD ONLINE SHOPPINGにて一般購入可能となった。

#### ライブ収録
| 発売日         | タイトル                                                                                             | 規格        | 備考 |
| -------------- | --- | ----------- | --- |
| 1999年9月9日   | "FILM" RISING A 「MAD SKY」 at NIPPON BUDOKAN                                                        | VHS         | |
| 2000年12月20日 | "FILM" RISING A 「MAD SKY」 at NIPPON BUDOKAN                                                        | DVD         | |
| 2000年3月15日  | TOUR 1999 FORTELLER'S-MUTATION FINAL THE GENOME CONTROL 1999.12.22                                   | VHS         | ファンクラブ1万本限定 |
| 2000年12月20日 | TOUR 1999 FORTELLER'S-MUTATION FINAL THE GENOME CONTROL 1999.12.22                                   | DVD         | |
| 2000年12月20日 | Dictators Circus V                                                                                   | VHS         | |
| 2000年12月20日 | Dictators Circus V Vol.1                                                                             | DVD         | |
| 2000年12月20日 | Dictators Circus V Vol.2                                                                             | DVD         | |
| 2002年3月      | TOUR FINAL PARADOXICAL GENESIS 「ANNIVERSARY」 2001.9.23 YOKOHAMA ARENA                              | VHS         | ファンクラブ限定 |
| 2003年4月23日  | TOUR FINAL PARADOXICAL GENESIS 「ANNIVERSARY」 2001.9.23 YOKOHAMA ARENA                              | DVD         | VHSのダイジェスト版 |
| 2003年4月      | Dictators Circus VI at SAITAMA SUPER ARENA                                                           | DVD         | オープニングDJは市川展丈。 ファンクラブ限定盤はノーカット収録（2枚組）として発売 通常盤は2003年4月23日にダイジェスト版として発売 |
| 2004年4月      | ATTACK to THE FREEDOM                                                                                | DVD         | DVD3枚組 ファンクラブ限定発売 |
| 2005年7月      | 10th ANNIVERSARY Dictators Circus VII [SAITAMA SUPER ARENA]                                          | DVD         | - A variant BUD -と- A deformed BUD -の2枚組 ファンクラブ限定発売                                                                |
| 2014年11月25日 | DICTATORS CIRCUS FINAL 2014.10.24 - I SAID 「HELLO」- 2014.10.25 - BIRTHDAY – at SAITAMA SUPER ARENA | Blu-ray DVD | 豪華スペシャルBOX仕様 両日完全収録 メイキング映像付                                                                              |
| 2014年11月25日 | DICTATORS CIRCUS FINAL 2014.10.24 - I SAID 「HELLO」- at SAITAMA SUPER ARENA                         | Blu-ray DVD | 10月24日公演の全曲収録 |
| 2014年11月25日 | DICTATORS CIRCUS FINAL 2014.10.25 - BIRTHDAY – at SAITAMA SUPER ARENA                                | Blu-ray DVD | 10月25日公演の全曲収録 |

## ミュージック・ビデオ
| 監督              | 曲名 |
| 井上強            | 「AGITATOR」「神経がワレル暑い夜」 |
| 岡田俊二          | 「HEAVEN (LIVE Ver.)」 |
| キリト/二十里真也 | 「PSYCHEDELIC LOVER」「ネオグロテスク」 |
| 田所貴司          | 「COCOON」「壊れていくこの世界で」 |
| ツリフジシンヤ    | 「MYCLOUD」 |
| 二十里真也        | 「HELLO」「Smiley Skeleton」 |
| 二階健            | 「クリア・スカイ」「ラストレター」 |
| 不明              | 「COCOON (別ヴァージョン)」「CREATURE」「DRAMATIC NEO ANNIVERSARY」「HILL-幻覚の雪-」「MAD SKY -鋼鉄の救世主-」「screen 1 トリカゴ」「サルビア」「ハルカ…」「脳内モルヒネ」「夕闇スーサイド」 |

## タイアップ
| 使用年 | 楽曲                     | タイアップ                                                                 |
| ------ | ------------------------ | -------------------------------------------------------------------------- |
| 1998年 | クリア・スカイ           | テレビ朝日系全国ネット『今夜は帰して!!』エンディングテーマ                 |
| 1999年 | ハルカ…                  | テレビ朝日系アニメ『神風怪盗ジャンヌ』エンディングテーマ（第1話 - 第27話） |
| 1999年 | カナタヘ…                | TBS系『王様のブランチ』エンディングテーマ                                  |
| 1999年 | ラストレター             | テレビ朝日系列局『神出鬼没!タケシムケン』エンディングテーマ                |
| 2000年 | AGITATOR                 | テレビ朝日系24局ネット『おネプ!』エンディングテーマ                        |
| 2001年 | DRAMATIC NEO ANNIVERSARY | テレビ朝日系『ビートたけしのTVタックル』エンディングテーマ                 |
| 2001年 | COCOON                   | TBS系『スーパーサッカー』テーマソング                                      |
| 2002年 | PSYCHEDELIC LOVER        | 日本テレビ系『松本紳助』エンディングテーマ                                 |
| 2003年 | ネオグロテスク           | テレビ朝日系『ビートたけしのTVタックル』エンディングテーマ                 |
| 2003年 | 薔薇色の世界             | TBS系アニメ『GetBackers-奪還屋-』オープニングテーマ（第26話 - 第49話）     |

## 書籍

### バンドスコア
いずれもドレミ楽譜出版社より発売。
| タイトル                         | ISBN               |
| -------------------------------- | ------------------ |
| CELLULOID／Screen                | ISBN 4-8108-6501-0 |
| FINALE                           | ISBN 4-8108-6543-6 |
| PRIVATE ENEMY                    | ISBN 4-8108-7440-0 |
| HEAVEN                           | ISBN 4-8108-4411-0 |
| ID ATTACK                        | ISBN 4-8108-4443-9 |
| DICTATORS CIRCUS -奇術的旋律-    | ISBN 4-8108-4499-4 |
| FREEZE                           | ISBN 4-285-10107-6 |
| DICTATORS CIRCUS -A variant BUD- | ISBN 4-285-10326-5 |

### 写真集
| タイトル                                               | 出版社               | ISBN               |
| ------------------------------------------------------ | -------------------- | ------------------ |
| PIERROT Dictators Circus VI                            | メディアファクトリー | ISBN 4-8401-0701-7 |
| TOUR2003「ATTACK【to】THE FREEDOM」                    | ぴあ                 | ISBN 4-8356-0912-3 |
| PIERROT "Dictators Circus" -The Anniversary Of Decade- | ソニー・マガジンズ   | ISBN 4-7897-9708-2 |

### アーティストブック
| タイトル                                  | 出版社             | ISBN               |
| ----------------------------------------- | ------------------ | ------------------ |
| PROCESS                                   | フールズメイト     | ISBN 4-938716-16-X |
| PIERROT ULTIMATE FILE 1995～2005          | ソニー・マガジンズ | 通信販売限定 絶版  |
| PIERROT ULTIMATE FILE 2005〜2006 COMPLETE | ソニー・マガジンズ | ISBN 4-7897-2886-2 |

## 出演

### テレビ
| 番組名                   | 放送日         | 演奏楽曲               | 放送局     | 備考                           |
| ------------------------ | -------------- | ---------------------- | ---------- | ------------------------------ |
| Break Out                | -              | -                      | テレビ朝日 | インディーズ時代から多数出演。 |
| ポップジャム             | 1998年10月3日  | クリア・スカイ         | NHK        |                                |
| ポップジャム             | 2000年10月1日  | 神経がワレル暑い夜     | NHK        |                                |
| ポップジャム             | 2003年6月28日  | 薔薇色の世界           | NHK        |                                |
| ミュージックステーション | 1998年12月4日  | MAD SKY -鋼鉄の救世主- | テレビ朝日 |                                |
| ミュージックステーション | 1999年4月30日  | ラストレター           | テレビ朝日 |                                |
| ミュージックステーション | 2000年1月14日  | CREATURE               | テレビ朝日 |                                |
| HEY!HEY!HEY! MUSIC CHAMP | 2000年6月12日  | AGITATOR               | フジテレビ |                                |
| HEY!HEY!HEY! MUSIC CHAMP | 2000年12月4日  | ENEMY                  | フジテレビ |                                |
| AX MUSIC-FACTORY         | 2001年11月28日 | COCOON                 | 日本テレビ |                                |
| AX MUSIC-FACTORY         | 2002年3月26日  | 壊れていくこの世界で   | 日本テレビ |                                |
| MUSIX!                   | 2001年12月16日 | COCOON                 | テレビ東京 |                                |
| AX MUSIC-TV              | 2003年6月20日  | ネオグロテスク         | 日本テレビ |                                |
| 音楽戦士 MUSIC FIGHTER   | 2004年12月10日 | MYCLOUD                | 日本テレビ |                                |

### ラジオ
| 出演         | タイトル                  | 放送局     | 放送期間                       |
| ------------ | ------------------------- | ---------- | ------------------------------ |
| キリト       | FM ROCK KIDS              | AIR-G'     | 1998年10月3日 - 1998年12月26日 |
| キリト       | NEO BRAIN PERSON          | bayfm      | 1998年10月7日 - 2000年3月1日   |
| キリト・潤   | CASE OF PROTOTYPE         | TBSラジオ  | 1998年12月3日                  |
| PIERROT      | SUPER EDITION             | JFN        | 1999年7月7日 - 1999年7月28日   |
| キリト・潤   | BRAIN STORM               | TBSラジオ  | 1999年1月14日 - 1999年9月30日  |
| KOHTA・TAKEO | RADIO SWEET TRANCE        | 東海ラジオ | 2000年4月3日 - 2001年3月       |
| アイジ・潤   | BRAIN STOVE               | TBSラジオ  | 2000年4月7日 - 2000年6月23日   |
| アイジ・潤   | BRAIN STOCKING            | TBSラジオ  | 2000年3月1日 - 2000年9月29日   |
| キリト       | Be@t B@by Screaming Night | TBSラジオ  | 2000年10月5日 - 2001年3月29日  |
| PIERROT      | FM ROCK KIDS RETURNS      | AIR-G'     | 2001年10月13日 - 2001年12月    |
| 潤・TAKEO    | MIND SCAPE                | K-MIX      | 2002年6月3日 - 2002年6月7日    |